# Lac Nonthué
Le lac Nonthué est un petit lac andin qui se trouve dans la province argentine de Neuquén, en Patagonie. 
À l'extrémité occidentale du lac Lácar se trouve un passage étroit de 50 mètres de large qui fait communiquer les lacs Lácar et Nonthué, si bien que l'on considère souvent que le lac Nonthué est la partie occidentale du lac Lácar.
Comme la plus grande partie du lac Lácar, il est entièrement situé au sein du parc national Lanín. 
Le lac Nonthué est long de quelque 4 km, et large de 1,6 km en son centre. Il reçoit toutes les eaux du Lácar. Son émissaire est le río Hua-hum qui mène les eaux des deux lacs vers le bassin de l'océan Pacifique. 

## Affluents
- le lac Lácar
- le río Chachín, émissaire du lac Queñi, qui conflue en rive ouest.